# O Independente
Der O Independente war eine portugiesische Wochenzeitung, die zwischen dem 20. Mai 1988 und dem 1. September 2006 erschien. Die Zeitung war von Paulo Portas, Miguel Esteves Cardoso und Manuel Falcão 1988 gegründet worden.
Die Zeitung kam besonders in den neunziger Jahren zu großer Bedeutung. Der O Independente leistete einerseits einen großen Beitrag zur Neuausrichtung der rechtskonservativen, portugiesischen Partei CDS-PP, andererseits war das Blatt bekannt für eine kritische Berichterstattung bezüglich der Regierung unter Aníbal Cavaco Silva. Der O Independente gilt als Mitverantwortlicher für die Abwahl des Regierungschefs, was später die Beziehung zwischen dem CDS-PP unter Paulo Portas und den portugiesischen Sozialdemokraten belastete.
Nachdem sich Mitgründer und zwei Chefredakteur Paulo Portas aufgrund seiner politischen Arbeit aus dem Redaktionsbetrieb verabschiedete, übernahmen Constança Cunha e Sá, Isaías Gomes Teixeira, wiederum Miguel Esteves Cardoso und zum Schluss Inês Serra Lopes die Leitung der Redaktion.
Nach dem Jahr 2000 sanken die Auflagenzahlen des O Independente stetig. Durch verschiedene Gerichtsverfahren waren zudem hohe Anwaltskosten zu begleichen, sodass der Konkurs angemeldet werden musste. Obwohl im April 2001 noch eine Mehrheitsgesellschaft unter der letzten Chefredakteurin Inês Serra Lopes die Zeitung konnte die Einstellung des Blattes zum 1. September 2006 mit der Ausgabe 955 nicht verhindert werden.